# Tatár György (táncművész)
Tatár György; született: Schrattner György (Budapest, 1921. május 28. – Los Angeles, 2005. április 29.) táncművész, koreográfus.

## Életpályája
Először Brada Ede növendéke volt az Operaház balettiskolájában, majd Nádasi Ferenc tanítványa lett. 1940–1947 között volt a társaság tagja, majd 1943-tól magántáncosa volt. Közben két évadon át a bukaresti Román Opera Balettjének is vezető táncosa volt. 1947-ben feleségével, Patócs Katóval az USA-ban telepedtek le, évekig a Broadway-n léptek fel, a Radio City Music Hall sztártáncosaiként.
Kiváló adottságú, jó technikájú táncművész volt, különösen a színészi játékot igénylő szerepekben aratott sikereket.

## Főbb szerepei
- Pierrot (Milloss A.: Álomjáték)
- József (Cieplinski: József legendája)
- Ámor (Milloss A.: Promethetusz teremtményei)
- Rómeó (Harangozó Gy.: Rómeó és Júlia)
- Dusanta (Cieplinski: Sakuntala)
- főszerepek (Cieplinski: Bolero, Szerelmi varázs és A rózsa lelke)

## Könyvei
- Mr. Ballet táncos (1957)